# Temognatha alternata
Espèce
Temognatha alternata est une espèce de la famille des Buprestidae. Ce coléoptère est endémique du Queensland (Australie).

## Description
Temognatha alternata est un coléoptère de taille moyenne, comprenant une alternance de bandes jaunes, vertes et rouges. Il peut atteindre une taille de 26 mm. On ne connaît encore rien de ses larves.

## Taxonomie
Le nom valide complet (avec auteur) de ce taxon est Temognatha alternata (Carl Sofus Lumholtz, 1889).
L'espèce a été initialement classée dans le genre Stigmodera sous le protonyme Stigmodera alternata Lumholtz, 1889.
Temognatha alternata a pour synonymes :
- Stigmodera alternata Lumholtz, 1889
- Stigmodera lumholtzi Obenberger, 1933
- Temognatha lumholtzi (Obenberger, 1933)

## Répartition
Temognatha alternata est endémique de la côte est du Queensland en Australie.

## Philatélie
Temognatha alternata apparaît sur un timbre d'une série de quatre dédiés aux coléoptères mis en service en septembre 2016 par la poste australienne,.

## Publication originale
- (da) C. S. Lumholtz, Blandt menneskeædere. Fire aars rejse i Australien, Kjobenhavn, O.H. Delbanco, G.E.C. Gad, J. Hegel, C.C. Lose, 1888, 495 p.
- (édition traduite)(en) C. S. Lumholtz (trad. Rasmus B. Anderson, préf. Carl Lumholtz), Among Cannibals: an account of four years' travels in Australia and of camp life with the Aborigines of Queensland., New York, Charles Scribner's sons, 1889, 395 p. (lire en ligne).